# 额列克
额列克（1578年—？），蒙古大汗达延汗的玄孙，格哷森札札赉尔曾孙，诺诺和之孙，阿巴岱之子。
阿巴岱年轻时征服西迁的卫拉特，其子锡部古泰监制卫拉特，以“珲台吉”（本为“皇太子”音译，此后为“副王”之意）为称号。1588年，阿巴岱死后，额列克号“墨尔根汗”，锡部古泰败于卫拉特。三子：土谢图汗衮布、多尔济、喇嘛塔尔。